# Naren Daryanani
Naren Daryanani (Bogotá, 14 de junio de 1971) es un actor de televisión colombiano, reconocido principalmente por haber interpretado a Federico Franco en la serie de televisión Padres e hijos entre 1992 y 1994.

## Carrera
Naren Daryanani Jauregui Nació en la ciudad de Bogotá el 14 de junio de 1971, de padre indio y madre colombiana. A los 20 años de edad debutó en la serie de televisión Padres e hijos. Aunque la serie se extendió por cerca de 16 años, abandonó su participación en ella en 1994, con el fin de enfocarse en otros proyectos en televisión. En 1994 interpretó a Andrés Angulo en la serie Clase aparte, donde compartió reparto con su compañera de Padres e hijos Tania Robledo. Entre 1995 y 1996 interpretó a John Zuluaga en la telenovela La sombra del deseo, en un elenco conformado por Amparo Grisales, Omar Fierro y Maribel Abello, entre otros reconocidos actores. En los años restantes de la década de 1990, realizó apariciones en series y telenovelas como Corazón prohibido, Cazados y Julius.
A comienzos de la década de 2000 el actor realizó algunas producciones internacionales en México y Estados Unidos. Interpretó a Alfredo Valerugo en la telenovela La venganza, compartiendo elenco con actores internacionales como Gabriela Spanic y José Ángel Llamas. Apareció en otras producciones televisivas como Te voy a enseñar a querer y La mujer en el espejo (2004), La tormenta (2005), Sin senos no hay paraíso y Doña Bárbara (2008), y El clon (2010).

## Filmografía
- 2024 - La casa de los famosos Colombia[4]
- 2016 - La ley del corazón
- 2011 - Los canarios
- 2010 - El Clon
- 2008 - Doña Bárbara
- 2008 - Sin Senos No Hay Paraíso
- 2005 - La Tormenta
- 2004 - La mujer en el espejo
- 2004 - Te Voy a Enseñar a Querer
- 2004 - Luna, la heredera
- 2002 - La venganza
- 1998 - Julius
- 1998 - Corazón prohibido
- 1996 - Cazados
- 1995-1996 - La sombra del deseo
- 1994 - Clase aparte
- 1992-1994 - Padres e hijos